# Vent de Riu
En l'univers fictici de Dragonlance Vent de Riu (Riverwind en l'original en anglès) és un humà Heroi de la Llança de la tribu Que-shu.

## Biografia
Riverwind va ser el net d'un pastor pobre, Wanderer, que va ser expulsat de la tribu Que Shu degut a la conservació de les seves creences amb els déus antics en lloc de la divinització dels avantpassats que regnava la tribu. Riverwind es va quedar enamorat de Lluna d'Or, la filla del cap de la tribu, però el seu pare, Arrowthorn, considerava que no era apropiat per a la seva filla ni per ser en el futur cap de la tribu. Per provar el seu valor, va ser enviat a una missió per trobar qualsevol element que pogués provar l'existència dels déus veritables. La missió semblava impossible, però després d'una llarg viatge a través del reialme dels elfs hestites i d'escapar d'un Drac Negre i un exèrcit de draconians, va tornar amb la Vara de Cristall Blau, del temple de Mishakal de Xak Tsaroth, i beneïda amb poderoses capacitats de guarició que incloïen fins i tot la resurecció. Tanmateix, el pare de la Lluna d'Or va proclamar que la bara era falsa i va ordenar la lapidació de Vent de Riu. Ell i la seva estimada, varen fugir protegits pel poder de la bara fins a Conhort.
Lluna d'Or i Vent de Riu es van ajuntar amb la resta d'Herois de la Llança en la taberna L'Última Llar i varen desenvolupar un paper important en la Guerra de la Llança. Es varen casar abans de la fi de la guerra, i temps després varen tenir un fill Wanderer i dues bessones, Moonsong i Brightdawn.
En saber que tenia una malaltia incurable en l'Era dels Mortals en què s'havia perdut el coneixement de la màgia guaridora es va veure empès a fer una gran gesta per morir amb honor. Va morir en una missió suïcida consistent en guanyar temps destruint els ous de la víbria suprema Malystryx perquè la seva filla Moonsong evacués mentrestant la població de Kendermore.